# Beate Grimsrud
Beate Emilie Grimsrud, född 28 april 1963 i Bærum, Norge, död 1 juli 2020 i Högalids distrikt, Stockholm, Sverige, var en norsk författare, dramatiker och filmregissör. Hon var bosatt i Sverige och skrev på svenska och norska. Hon skrev romaner, filmmanus, dramatik och manus till radioproduktioner. Tillsammans med författaren Inger Alfvén gav hon också ut barnböcker.

## Biografi
Grimsrud växte upp i Norge men lämnade landet för att studera vid Biskops Arnös författarskola i Uppland. Hon var bosatt i Stockholm sedan 1984. Hon hade dyslexi och ett allvarligt synfel. Hon utbildades på Biskops-Arnös folkhögskola.
Grismrud debuterade 1989 med novellsamlingen Det finns gränser för vad jag inte förstår och fick sitt publika genombrott 1999 med barndomsskildringen Jag smyger förbi en yxa. Grimsrud skrev på svenska och översatte själv sina verk till norska. Sammanlagt skrev hon ett tiotal romaner och novellsamlingar. Har någon sett mig någon annanstans? (2007) nominerades till Augustpriset. Hennes största framgång är romanen En dåre fri, som nominerades till Nordiska rådets litteraturpris i både Norge och Sverige. Romanen har även nominerats till Ungdomens litteraturpris samt det norska Bragepriset. En dåre fri har översatts till bland annat franska och tyska.
Grimsrud regisserade även filmer, som kort- och dokumentärfilmer om fotboll och boxning som visats i Sveriges Television. En av hennes boxningsfilmer vann norska Amandapriset för årets bästa dokumentär år 2000.
Grimsrud sommarpratade i Sveriges Radio två gånger, år 2000 och 2011.
År 2016 producerade Sveriges Radio P1 en dokumentär om Grimsrud, Det jag inte klarar är att dö. I dokumentären följer radioproducenten Siri Ambjörnsson henne under ett års tid, i ett samtal om Grimsruds bröstcancer och cellgiftsbehandlingar.

### Tillsammans med Inger Alfvén
- 2007 – Serien om Alba och Adam (barnböcker, fyra titlar)
- 2007 – Serien om Lydia (barnböcker, fyra titlar)
- 2010 – Dinosaurierna och de dansande träden (barnbok)
- 2010 – Mammas affär och kattbesvär (barnbok)

## Filmmanus
- 1993 – Konungen
- 1994 – En film om fotboll
- 1999 – En film om boxning
- 2000 – Några frågor om boxning
- 2000 – Bollen i ögat
- 2010 – Det brukar gå bra

## Dramatik
- 1996 – Har noen sett meg et annet sted (norska)

## Radioproduktioner
- 2006 – Dörrarna stängs (radioteater)
- 2011 – Matilda (radionovell)

## Priser och utmärkelser
- 1994 – Albert Bonniers stipendiefond för yngre och nyare författare
- 2000 – Sveriges Radios romanpris för Jag smyger förbi en yxa
- 2000 – Amandapriset i kategorin Bästa dokumentärfilm för Noen spørsmål om boksing
- 2002 – Aftonbladets litteraturpris för Vad är det som finns i skogen barn?
- 2002 – Wahlström och Widstrands litteraturpris
- 2007 – P2-lyssnarnas romanpris för Søvnens lekkasje
- 2007 – Lydia och Herman Erikssons stipendium
- 2010 – Kritikerpriset (Norge) för En dåre fri
- 2011 – Sveriges Radios romanpris för En dåre fri
- 2011 – Sveriges Radios novellpris för Matilda
- 2011 – Doblougska priset
- 2011 – Stina Aronsons pris
- 2019 – Albert Bonniers Stipendiefond för svenska författare[18]